# Fraternidade Cristã Reformada da Índia
A Fraternidade Cristã Reformada da Índia - FCRI - ( em inglês Christian Reformed Fellowship of India -  CRFI) é uma denominação reformada continental, estabelecida na India, em 2006, por missionário das Igrejas Cristãs Reformadas da Austrália.

## História
Em 2006, as  Igrejas Cristãs Reformadas da Austrália iniciaram a plantação de igrejas nos estados de Madia Pradexe, Guzerate, Rajastão e Maarastra. Estas igrejas se organizaram em uma denominação chamada Fraternidade Cristã Reformada da Índia.
A denominação passou a enviar seus candidatos a ministério pastoral para o Seminário Teológico Presbiteriano Dehradun , razão pela qual passou a ter contato com outras denominações reformadas do país. Consequentemente, a denominação ingressou na Fraternidade Presbiteriana e Reformada da Índia.
Em 2011, um dos pastores da igreja foi atacado por radicais hindus..
A partir do crescimento da denominação, em 2019, era formada por 300 comunidades (igrejas e congregações), servidas por 80 evangelistas.

## Relações Intereclesiásticas
A denominação é membro da Fraternidade Reformada Mundial e da Fraternidade Presbiteriana e Reformada da Índia e recebe ajuda da Igreja Protestante na Holanda.